# Ilex kelsallii
Ilex kelsallii är en järneksväxtart som beskrevs av Ridley. Ilex kelsallii ingår i släktet järnekar, och familjen järneksväxter. Inga underarter finns listade i Catalogue of Life.